# NGC 317A
Coordenadas:  00h 57m 39.1s, +43° 48′ 02.75″
NGC 317A é uma galáxia lenticular na constelação de Andrômeda. Está localizado a cerca de 220 milhões de anos-luz da Terra. O objeto celeste está perto de uma galáxia mais distante NGC 317B.

## Sinônimos
- NGC 317-1
- PGC 3442
- MCG +7-3-9
- UGC 593
- KCPG 19A
- 5ZW 42
- NPM1G +43.0020